# Me'ir David Loewenstein
Me'ir David Loewenstein (hebrejsky: מאיר-דוד לוונשטיין, žil 1904 – 15. srpna 1995) byl izraelský politik a poslanec Knesetu za stranu Sjednocená náboženská fronta.

## Biografie
Narodil se v Kodani v Dánsku. Navštěvoval obchodní školu ve Švýcarsku a rabínský seminář v Amsterdamu. V roce 1934 přesídlil do dnešního Izraele.

## Politická dráha
V mládí byl aktivní v mládežnické organizaci při hnutí Agudat Jisra'el v Evropě, jejímž předsedou byl. Byl členem Prozatímní státní rady. V roce 1972 se stal předsedou Výboru pro duchovní spásu.
V izraelském parlamentu zasedl po volbách v roce 1949, kdy kandidoval za Sjednocenou náboženskou frontu. Byl členem parlamentního výboru pro ústavu, právo a spravedlnost, výboru pro vzdělávání a kulturu, výboru mandátního a zvláštního výboru pro revizi půjček.